# Таму кај што припаѓам
„Таму кај што припаѓам“ е песен на сърбо-македонската певица Тияна Дапчевич, избрана да представи Република Македония на песенния конкурс „Евровизия 2014“, който ще се състои в датската столица Копенхаген. Един от авторите на песента е композиралият и преди песни на Македония за „Евровизия“ Дарко Димитров, с когото певицата има професионални взаимоотношения повече от десет години.
Преди песента да излезе, певицата споделя, че тя ще бъде в бързо темпо, което ще разкрие енергията ѝ по най-подходящия начин. Дапчевич допълва, че ѝ харесва да изпълнява и балади, но смята, че бързотемповата песен е идеалното решение за Копенхаген.
Някои достоверни източници считат, че песента ще бъда представена на 15 януари 2014 година. Десет дни по-късно песента все още не се появява в Интернет пространството, в това число и YouTube, където обикновено още на същия ден се качват видеоклипове с изпълненията на певците (победителите) от националните селекции. От Escflashmalta съобщават, че песента ще бъде представена на 22 февруари поради „промоционални причини“. По-късно това е официално потвърдено. Вместо първоначално предвиденото заглавие „Победа“ е обявено новото „Таму кај што припаѓам” (Там, където принадлежа). Представена е и версия на песента на английски език – „To the Sky“.
На конкурса е изпратена английската версия. Тияна вземa със себе си един танцьор и трима беквокалисти, сред които и сестра й̀ Тамара Тодевска, представила Република Македония през 2008 година заедно с Врчак и Адриан Гаджа и песента „Let Me Love You“.